# خوسيه روبن ستاثام
خوسيه روبن ستاثام (بالإنجليزية: Jose Rubin Statham)‏ مواليد 25 أبريل 1987 في أوكلاند، هو لاعب كرة مضرب نيوزلندي بدأ مسيرته كمحترف سنة 2004 يلعب باليد اليمنى ويحتل حالياً المرتبة رقم. 416 (29 فبراير 2016) في تصنيف رابطة محترفي كرة المضرب. أعلى تصنيف له في الفردي كان المركز الـ 279 في سنة 2013. أعلى تصنيف له في الزوجي كان المركز الـ 139 في سنة 2013.

## روابط خارجية
- خوسيه روبن ستاثام على موقع رابطة محترفي التنس (الإنجليزية)
- خوسيه روبن ستاثام على موقع الاتحاد الدولي لكرة المضرب (الإنجليزية)
- خوسيه روبن ستاثام على موقع كأس ديفيز (الإنجليزية)
- خوسيه روبن ستاثام على موقع خلاصة التنس.كوم (الإنجليزية)
- خوسيه روبن ستاثام على موقع إي إس بي إن.كوم (الإنجليزية)
- خوسيه روبن ستاثام على موقع اتحاد ألعاب الكومنولث (مؤرشف) (الإنجليزية)